# 李泳龍
李泳龍，是臺灣教育界人物。政治大學地政系博士，曾任長榮大學副校長、台南市都市計畫委員，現任長榮大學校長。

## 外部連結
- 長榮大學校長室 （页面存档备份，存于）
- 長榮大學李泳龍教授 （页面存档备份，存于）